# ۲۴۱ (عدد)
۲۴۱ (عدد)یک عدد طبیعی است که بعد از ۲۴۰ و قبل از ۲۴۲ قرار دارد.